# Philippe Weigel
Philippe Philipovitch Weigel (ou Vigel’ ; 1786-1856) est un aristocrate russe d'origine suédoise qui fit partie de l'ambassade du comte Golovkine en Chine, puis fut ministre des cultes non-chrétiens et gouverneur de Kertch. 
Weigel assista aux principaux événements du règne d'Alexandre Ier et s'est entretenu avec la plupart des célébrités littéraires de cette période, notamment ses amis de l’École d’Arzamas, dont Alexandre Pouchkine qui a tourné en dérision ses tendances homosexuelles dans une lettre en vers. 
Weigel est passé à la postérité pour ses copieux Mémoires qui couvrent l’histoire de la Russie, depuis le règne de l'empereur Paul Ier jusqu’à l’insurrection de novembre 1830. Ils ont été publiés par Mikhaïl Katkov en 1864 ; l’édition augmentée (1892) comprend sept volumes. Ces Mémoires sont très détaillés, mais, à l'instar de ceux de Loménie, peu fiables, dans la mesure où ils dénoncent le point de vue des penseurs pro-occidentaux comme Gogol et Tchaadaïev, que Weigel détestait, et qu'il a d'ailleurs dénoncés à la police secrète.

## Source
- Encyclopédie Brockhaus et Efron, 1890 à 1906

## Voir également